# Parco nazionale del Grand Canyon
Il parco nazionale del Grand Canyon è un parco nazionale statunitense. Situato nello Stato dell'Arizona, fu istituito il 26 febbraio 1919. Al suo interno si trova il Grand Canyon, una gola del fiume Colorado, considerata una delle meraviglie naturali del mondo. Il parco si estende per 4927 km² (1,902 mi²). 

## Storia
L'area attorno al Grand Canyon divenne un monumento nazionale l'11 gennaio 1908 e venne dichiarata parco nazionale il 26 febbraio 1919. L'UNESCO ha inserito il parco nella lista dei patrimoni dell'umanità nel 1979, 60 anni dopo. La creazione del parco fu uno dei primi successi del movimento ambientalista; il suo status di parco nazionale può aver aiutato a far fallire le proposte di costruire dighe all'interno dei suoi confine.
Il Grand Canyon - che in realtà è un esteso sistema di canyon collegati - non è il più grande, né il più profondo canyon del mondo, ma è considerato prezioso per la combinazione di grandezza, profondità ed esposizione delle stratificazioni colorate di rocce che risalgono al periodo Precambriano. Venne creato principalmente dal sollevamento tettonico dell'Altopiano del Colorado, e dall'erosione da parte del fiume Colorado e dei suoi affluenti. È noto anche come uno degli altopiani americani.

## Descrizione
La maggior parte dei visitatori del parco arriva al South Rim, lungo la strada statale 64 dell'Arizona. La strada entra nel parco attraverso una insenatura di 20 km, l'ingresso sud, sito vicino a Tusayan, in Arizona, poi piega verso est, lasciando il parco attraverso l'ingresso est. La direzione del parco è al Grand Canyon Village, che si trova a poca distanza dall'ingresso sud ed è anche al centro dei punti panoramici più popolari. Circa cinquanta chilometri del South Rim sono accessibili con una strada.
Una località turistica più piccola si trova sul North Rim, al quale si accede attraverso la strada statale 67 dell'Arizona. Non c'è collegamento stradale diretto tra South Rim e North Rim - se si eccettua il Navajo Bridge - e sono quindi necessarie cinque ore di viaggio in auto. Il resto del Grand Canyon è estremamente selvaggio e remoto, sebbene molti luoghi siano accessibili tramite sentieri e mulattiere.

## Galleria d'immagini

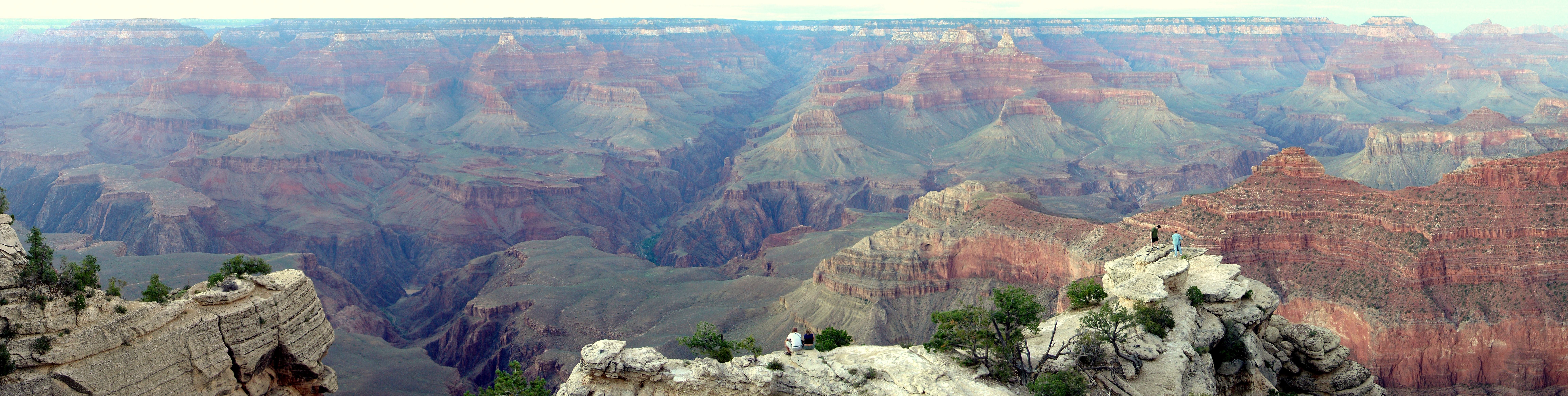
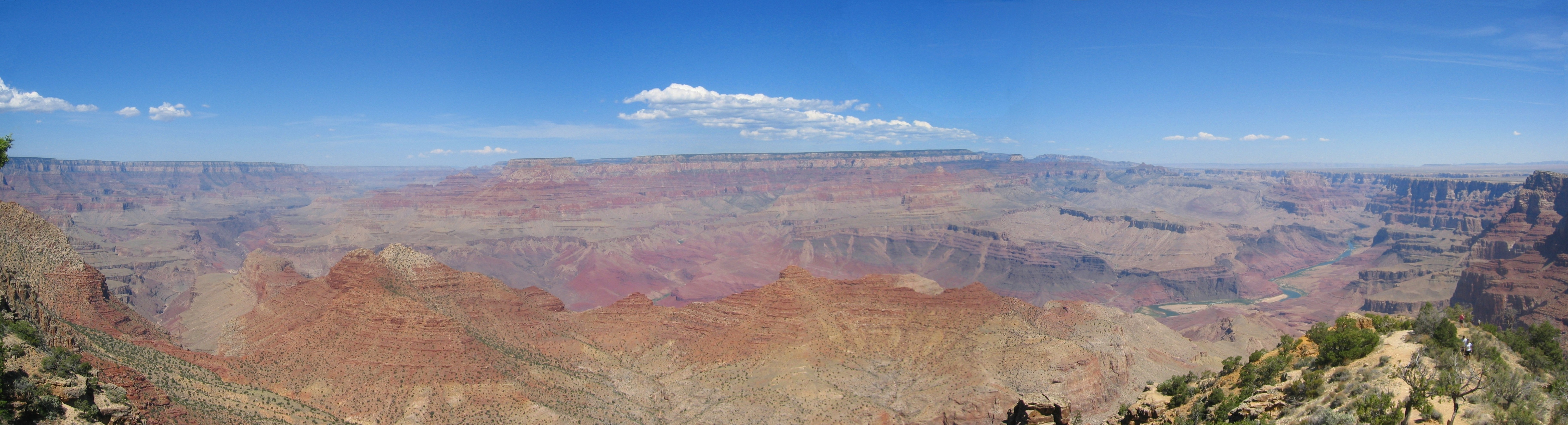
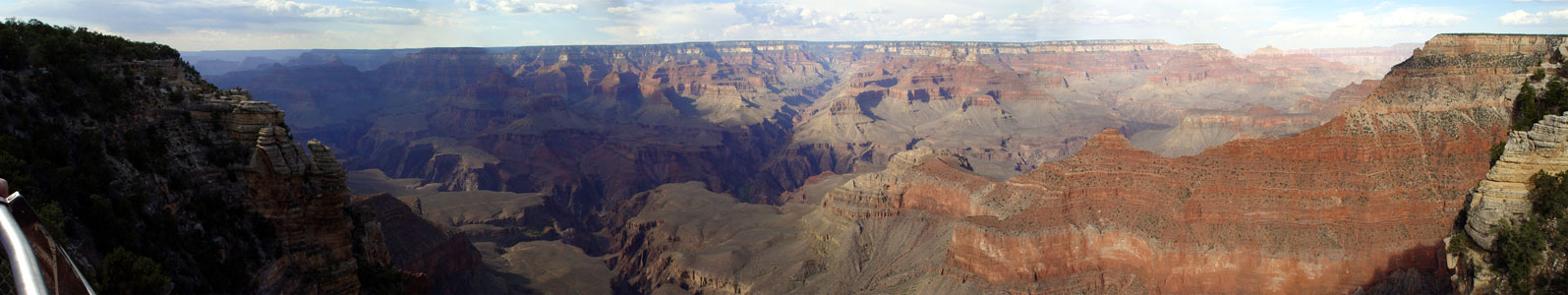
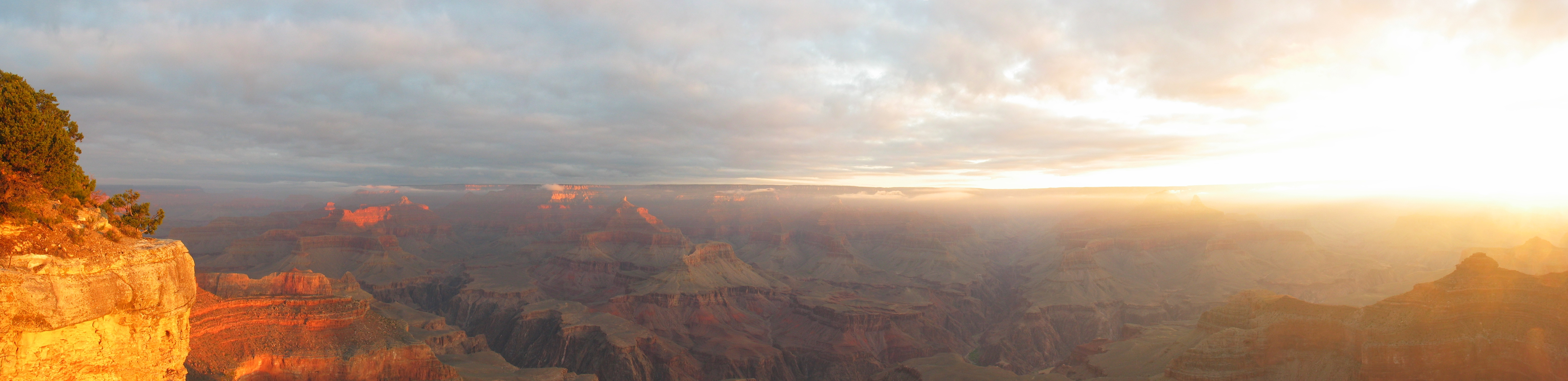
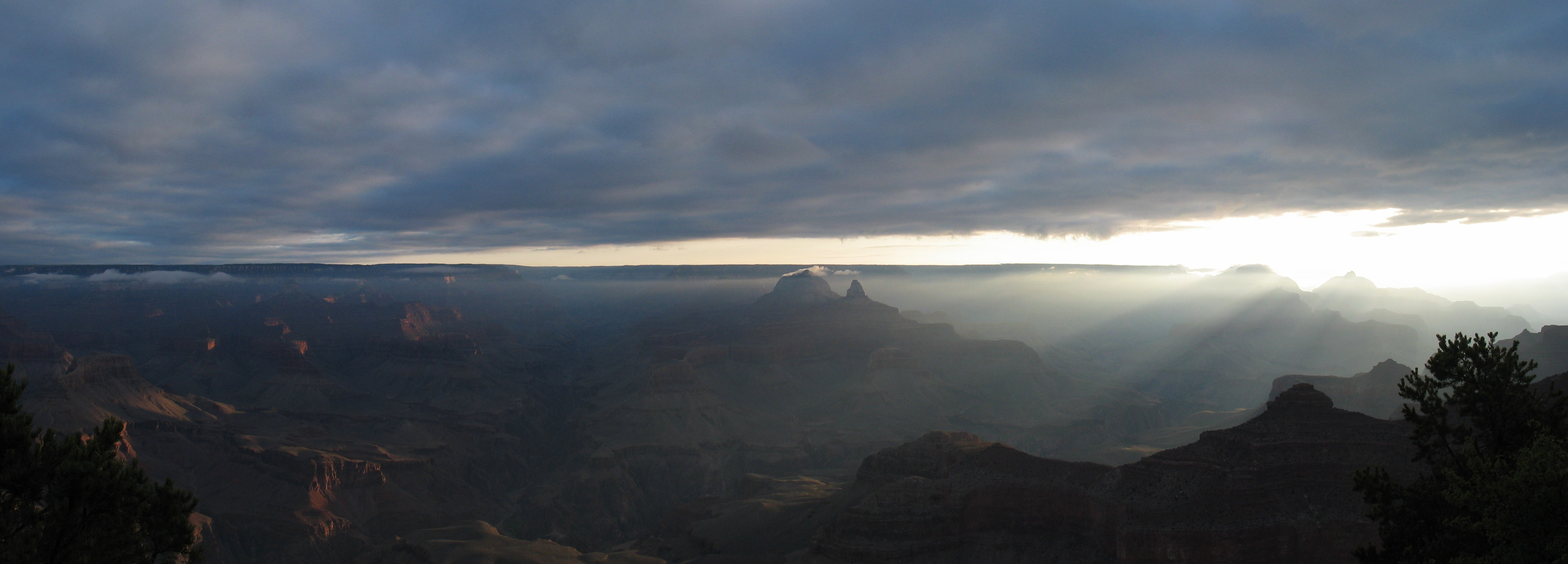